# Michał Grażyński
Michał Tadeusz Grażyński, właśc. Michał Tadeusz Kurzydło (ur. 12 maja 1890 w Gdowie, zm. 10 grudnia 1965 w Londynie) – kapitan rezerwy piechoty Wojska Polskiego, działacz niepodległościowy, społeczny i harcerski, kawaler Orderu Virtuti Militari, doktor filozofii i prawa, wojewoda śląski (1926–1939), politycznie związany z sanacją. W latach 1931–1939 przewodniczący ZHP.

## Życiorys

### Dzieciństwo i młodość
Urodził się w Gdowie na terenie ówczesnych Austro-Węgier jako siódme dziecko Michała Kurzydły i Marianny z Zastawniaków. Jego ojciec był kierownikiem czteroklasowej szkoły ludowej, natomiast matka zmarła trzy lata po urodzeniu Michała. W momencie urodzin nosił rodzinne nazwisko Kurzydło, które gdy miał siedem lat zmieniono pod naciskiem drugiej żony jego ojca Antoniny z domu Broniewskiej na Grażyński (od tytułu ulubionego przez jego starszą siostrę Marię poematu Adama Mickiewicza Grażyna). Uczęszczał do szkół w Gdowie, Dębnikach, a następnie w Krakowie, gdzie ukończył naukę w renomowanym Gimnazjum św. Anny. Następnie rozpoczął studia historyczne na Uniwersytecie Jagiellońskim, otrzymując w 1914 doktorat z filozofii za rozprawę na temat historii systemu monetarnego w Polsce Jagiellonów.
Po studiach pracował jako nauczyciel języka polskiego, historii i geografii w gimnazjum w C.K. I Gimnazjum w Stanisławowie. Nie zakończył kształcenia, równolegle podjął studia prawnicze na UJ.

### I wojna światowa
Wkrótce po wybuchu I wojny światowej zmobilizowany do cesarskiej i królewskiej Armii jako podporucznik rezerwy. Jesienią 1915 został ciężko ranny w walkach na froncie rosyjskim. Okres leczenia wykorzystał na kontynuowanie studiów w Krakowie.

### Służba w Wojsku Polskim i udział w powstaniach śląskich
W 1918 wstąpił do Wojska Polskiego i służył w Oddziale II Sztabu Generalnego, w pionie propagandy. 25 listopada 1920 został zatwierdzony w stopniu porucznika piechoty z dniem 1 kwietnia 1920, w „grupie byłej armii austro-węgierskiej”. W marcu 1920 objął funkcję wiceprzewodniczącego Głównego Komitetu, który przygotowywał plebiscyt na Spiszu i Orawie.
Następnie decyzją Oddziału II Sztabu Generalnego został jednak oddelegowany do służby w Polskiej Organizacji Wojskowej Górnego Śląska. Kierunek ten wynikał z przygotowań do plebiscytu na Górnym Śląsku rozstrzygającego o przynależności Górnego Śląska między II Rzecząpospolitą a Republiką Weimarską. Uczestniczył jako zastępca szefa referatu organizacyjnego w Centrali Wychowania Fizycznego, szefa sztabu Dowództwa Ochrony Plebiscytu w II powstaniu śląskim i jako szef sztabu grupy „Wschód” w III powstaniu śląskim. W trakcie akcji plebiscytowej i III powstania używał pseudonimu „Borelowski”. Był jednym z przywódców najbardziej nieprzejednanego kręgu przywódców powstania, dążącej od początku do rozstrzygnięć militarnych i walki do ostatecznego zwycięstwa. Krąg ten, skupiony w sztabie grupy „Wschód” był posądzany o próbę puczu w ostatnich dniach III powstania, który miał na celu mianowanie na wodza powstania kpt. Karola Grzesika. Wydarzenia te zapoczątkowały głęboki personalny i polityczny konflikt Grażyńskiego z Wojciechem Korfantym. Dlatego opuścił Górny Śląsk i powrócił do Krakowa.
Zweryfikowany został w stopniu kapitana ze starszeństwem z 1 czerwca 1919 w korpusie oficerów rezerwy piechoty.

### Lata 1921–1926
Po powstaniu Grażyński wrócił do pracy naukowej na Uniwersytecie Jagiellońskim, otrzymał drugi doktorat w dziedzinie prawa za rozprawę z dziedziny prawa rolnego. Później rozpoczął pracę jako starszy asystent w kierowanej przez Stanisława Kutrzebę Katedrze Dawnego Prawa Polskiego UJ.
Równolegle kontynuował współpracę z polskim wywiadem, badając sytuację Polaków na Śląsku Opolskim.
W tym okresie od listopada 1924 pełnił funkcję wiceprzewodniczącego Związku Powstańców Śląskich, które później uformowała tzw. lewicowe skrzydło sanacji.

### Lata 1926–1939 – wojewoda śląski

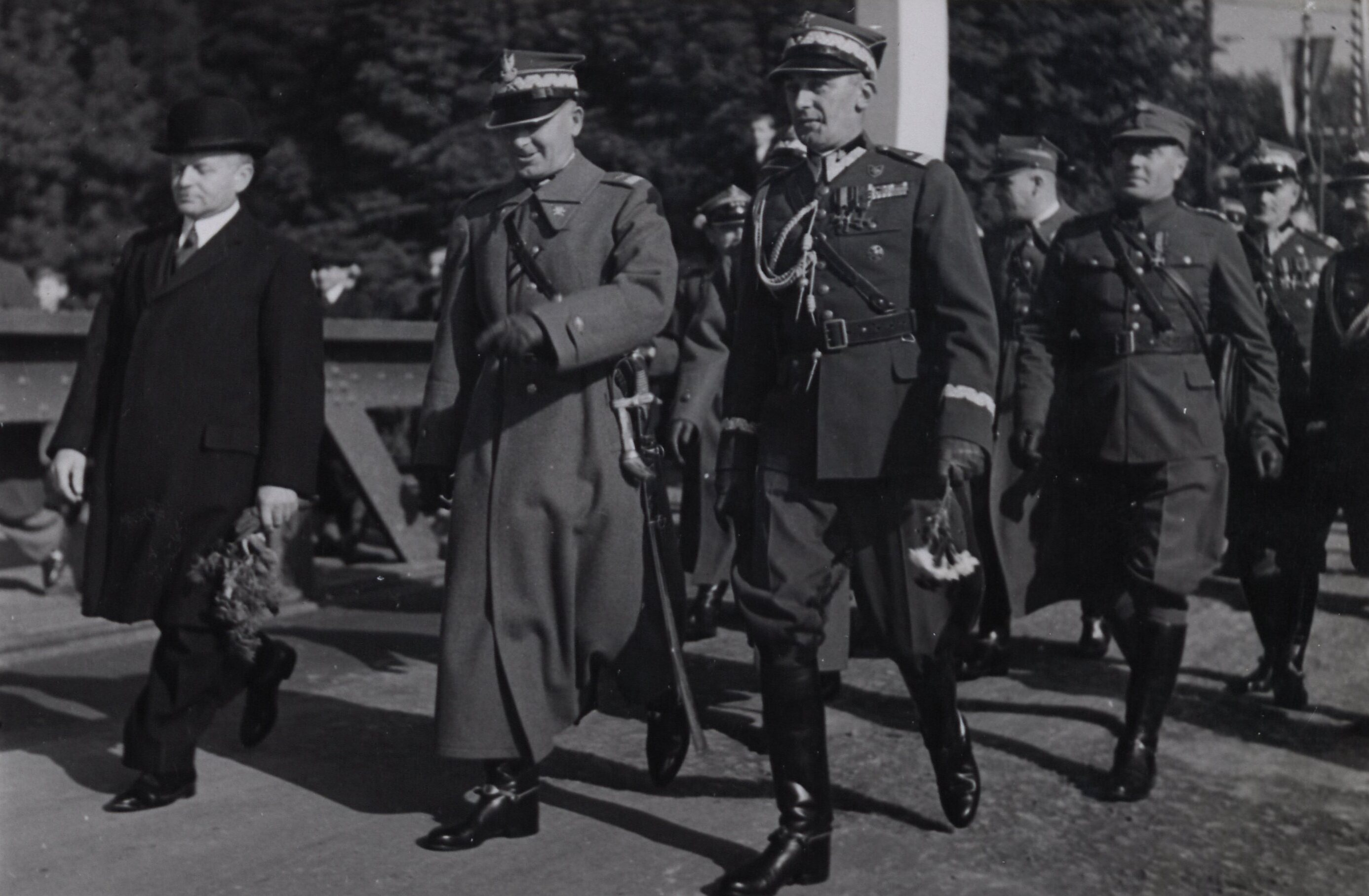
Wojewoda śląski Michał Grażyński, marsz. Edward Śmigły-Rydz i gen. Władysław Bortnowski na moście granicznym w Czeskim Cieszynie po zajęciu Zaolzia, październik 1938

Po przewrocie majowym, dzięki poparciu Piłsudskiego, prezydent Ignacy Mościcki 28 sierpnia 1926 nominował Grażyńskiego na wojewodę śląskiego. Gdy objął urząd, większość stanowisk zajęli przybysze spoza Śląska, związani z sanacją.
Pełniąc tę funkcję szczególną wagę przykładał do rozwoju szkolnictwa, będąc jednocześnie kuratorem szkolnym nadzorującym Wydział Oświecenia Publicznego. W związku z tym popierał budowę nowych gmachów szkolnych, których powstało w tym czasie ok. 100. Przy tym sukcesywnie ograniczał wpływy niemieckie na szkołę. Wpływał na unieważnianie licznych wniosków o wpisy bądź przeniesienia do szkół mniejszości, co doprowadziło do polsko-niemieckiego sporu. Rada Ligi Narodów zdecydowała o prowadzeniu egzaminów szkolnych, obejmujących część dzieci i młodzieży, która – zdaniem polskich władz – nie posługiwała się językiem niemieckim. W 1927 inspektor szkolny ze Szwajcarii, Wilhelm Maurer, przeprowadził egzaminy ze znajomości języka niemieckiego. Na podstawie wyniku zdecydowano o unieważnieniu aż 48,2% wniosków o naukę w niemieckich szkołach mniejszościowych. Rada LN przyznała rację polskim władzom, lecz nie wyraziła zgody na ich kontynuowanie tych praktyk w kolejnych latach.
Bez powodzenia starał się doprowadzić do utworzenia na Górnym Śląsku uczelni wyższej o profilu technicznym. Udało mu się jednak wpłynąć na utworzenie w województwie: Instytutu Pedagogicznego (w zamyśle zalążka przyszłego uniwersytetu) z wykładowcami w większości pracownikami UJ, a także Śląskich Technicznych Zakładów Naukowych (ponad średniej uczelni technicznej) oraz Wyższego Studium Nauk Społeczno-Gospodarczych.

Prowadził politykę etatystyczną, dążył do ograniczenia wpływów mniejszości niemieckiej w województwie. Wobec władz samorządowych, w których nadal często znajdowały się osoby mówiące po niemiecku, stosowano ustawy pozwalające na ich rozwiązanie i komisaryczne zastąpienie ich bardziej polskimi (tak było m.in. w Katowicach). Po wyborach samorządowych w 1926, gdy Niemcy zdobyli 40% głosów w województwie i większość w wielu miastach, Grażyński jeszcze bardziej zaostrzył walkę z mniejszością, nie wahając się łamać obowiązującego prawa. Próbował, nieskutecznie, nakłonić władze kościelne do zmniejszenia liczby nabożeństw w języku niemieckim; toczył też walkę ze szkołami mniejszościowymi. Jego główny cel stanowiło mocniejsze zintegrowanie województwa z II Rzecząpospolitą.

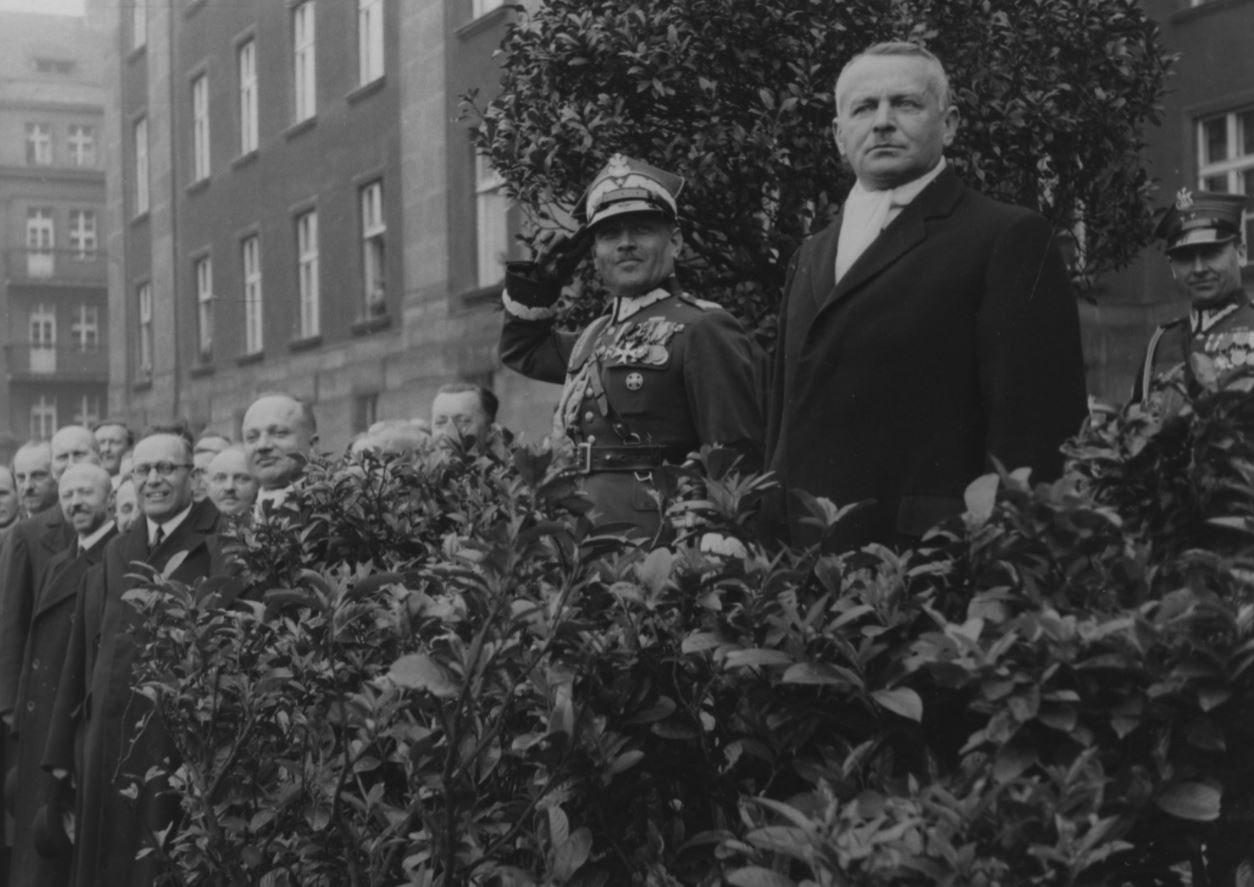
Święto Wychowania Fizycznego i Przysposobienia Wojskowego w Katowicach (12 maja 1939). Wojewoda Michał Grażyński i gen. Jan Jagmin-Sadowski na trybunie honorowej przyjmują defiladę.

Działaniom wojewody sprzeciwiał się Niemiecki Związek Ludowy dla Polskiego Śląska, znany jako Volksbund, który wspierany był przez niemieckich przemysłowców w województwie śląskim. Grażyński polonizował lokalny przemysł, usuwając ze stanowisk kierowniczych w przemyśle osoby o narodowości niemieckiej. Doprowadził do zwolnienia ze stanowiska generalnego dyrektora Górnośląskich Zjednoczonych Hut „Królewska” i „Laura” – Ernesta Pietscha. Ponadto Wojewoda wpłynął na aresztowania Fryderyka Bernahardta (generalnego dyrektora Huty Królewskiej), Arco Pistoriusa (generalnego dyrektora kopalń pszczyńskich), Waldemara Szczędziny (dyrektora finansowego Wspólnoty Interesów) czy Oskara Vogta i Brunona Buzka (generalnych dyrektorów kopalń i hut księcia Donnersmarcka). Grażyński doprowadził także do zajęcia części dóbr Jana Henryka XV Hochberga, księcia von Pless. Niemców na stanowiskach kierowniczych zaczęli zastępować Polacy. Ta polityka sprawiała, że spotykał się on z krytyką nie tylko ze strony niemieckiej, ale także – nastawionej bardziej polubownie – części polskiej społeczności. Do jego oponentów należał Wojciech Korfanty, z którym wojewoda pozostawał w ciągłym konflikcie. Nawet część kręgów rządzących w Warszawie była sceptyczna wobec polityki Grażyńskiego.
Wojewoda poparł inicjatywę utworzenia Muzeum Śląskiego, które dzięki jego zaangażowaniu rozpoczęło działalność naukową i propagandową w pół roku od wydania decyzji o jego powołaniu do życia (zajęło V piętro Urzędu Wojewódzkiego w Katowicach). Przy jego udziale doprowadzono prawie do końca budowę gmachu muzealnego, w którym Muzeum Śląskie miało mieć swoją siedzibę (gmach zburzyli Niemcy w latach 1941–1944). Jako wojewoda wspierał też m.in. Teatr Polski, teatry ludowe, Towarzystwo Przyjaciół Nauk na Śląsku, Polskie Radio (w nowej siedzibie od 1937). Przyczynił się także do powstania Archiwum Akt Dawnych Województwa Śląskiego. Był mecenasem polskich artystów, m.in. wspierał twórczość Stanisława Szukalskiego, który ozdobił płaskorzeźbami gmach Muzeum Śląskiego oraz niektóre budynki w stolicy województwa. W czasie, gdy wojewodą był Grażyński, zbudowano nową dzielnicę w Katowicach, z budynkami w stylu modernistycznym jak np. wieżowiec przy ul. Żwirki i Wigury, zabudowa ulic PCK, Skłodowskiej, kościół garnizonowy oraz osiedle w Katowicach Ligocie. Był głównym twórcą i realizatorem programu piłsudczykowskiego na polskim Górnym Śląsku.
Był prezesem Śląskiego Okręgu Wojewódzkiego Ligę Obrony Powietrznej i Przeciwgazowej. Był także przewodniczącym Oddziału Śląskiego ZHP. Był działaczem, ale nie instruktorem harcerskim. Inicjował i wspierał zakładanie harcerskich ośrodków na Buczu i w Górkach Wielkich. W latach 1931–1939 przewodniczący ZHP. W latach 1934–1936 przewodniczący Biura Skautów Słowiańskich.
W sierpniu 1936 władze Jastrzębia-Zdroju nadały wojewodzie tytuł honorowego obywatela miasta za wybitne zasługi dla Jastrzębia-Zdroju, a 23 września tegoż roku otrzymał honorowe obywatelstwo Chorzowa. Wiosną 1939 otrzymał tytuł członkostwa honorowego Polskiego Towarzystwa Tatrzańskiego w Cieszynie Zachodnim.
12 lipca 1938 roku wziął ślub z Heleną Marią Śliwowską z domu Gepner.

### II wojna światowa
2 września 1939 został mianowany ministrem ds. propagandy w rządzie Felicjana Sławoja Składkowskiego, jednak praktycznie nie wykonywał tej funkcji, gdyż 17 września wyjechał wraz z rządem poza granice Rzeczypospolitej. Po zaprzysiężeniu Władysława Raczkiewicza na urząd Prezydenta Rzeczypospolitej Polskiej, Grażyński stracił funkcję ministra propagandy. Na uchodźstwie we Francji spotkał się z niechęcią rządu Władysława Sikorskiego, co wykluczało współudział w sprawowaniu władzy. Przebywając tam, utworzył w październiku 1939, wraz z innymi instruktorami, Naczelny Komitet Wykonawczy, uznany przez Międzynarodowe Biuro Skautów za reprezentację ZHP.
W 1940 przybył do Wielkiej Brytanii i w ramach polityki rozliczeń, prowadzonej przez rząd Sikorskiego, pozbawiono go funkcji przewodniczącego ZHP i zesłano do Rothesay, na tzw. Wyspę Węży u brzegów Szkocji, gdzie przetrzymywano przeciwników rządu bez prawa opuszczania wyspy. Zwolniony w 1943, wstąpił do Polskich Sił Zbrojnych, awansując na stopień podpułkownika.

### Życie i działalność emigracyjna

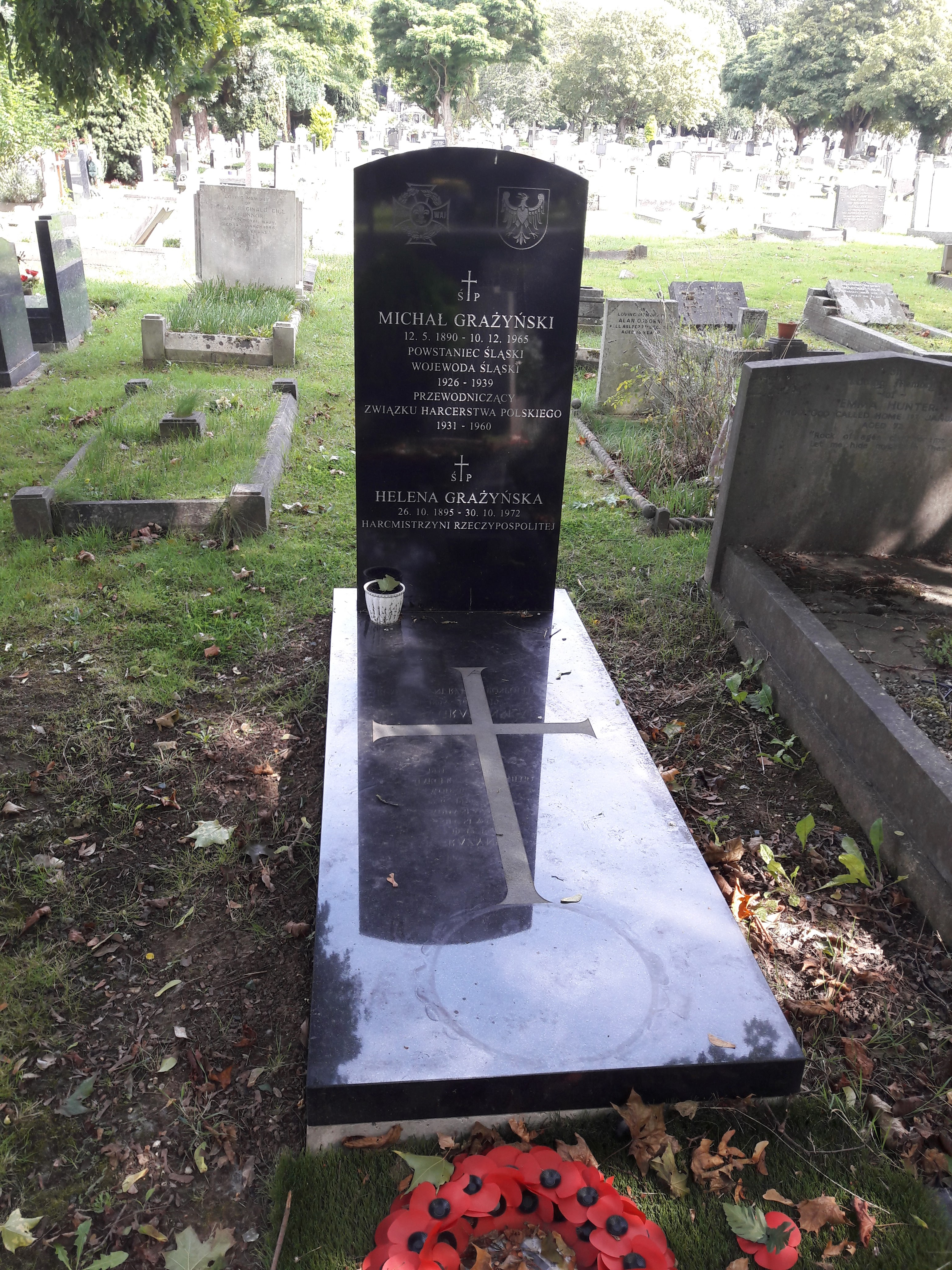
Grób Michała i Heleny Grażyńskich na Putney Vale Cemetery w Londynie

Po wojnie mieszkał w Wielkiej Brytanii. Był jednym z założycieli i działaczem powstałej w 1944 Ligi Niepodległości Polski. W latach 1946–1951 był przewodniczącym ZHP poza granicami kraju. Natomiast do 1960 uważał, że zachował funkcję przewodniczącego ZHP, którą piastował przed wybuchem II wojny światowej w 1939. W tym czasie władze ZHP działały równolegle w kraju.
Zmarł tragicznie w Londynie 10 grudnia 1965 potrącony przez samochód. Pochowany w Londynie na Putney Vale Cemetery (kwatera 12) obok żony Heleny z Gepnerów Grażyńskiej – zasłużonej instruktorki harcerskiej, byłej wiceprzewodniczącej ZHP.

## Kontrowersje i oceny
Grażyński pozostaje jedną z najbardziej kontrowersyjnych postaci w dziejach Górnego Śląska. Przyczynił się do tego przede wszystkim jego ostry konflikt z Wojciechem Korfantym i fakt, że był przybyszem spoza regionu. Obecnie Grażyński jest często przeciwstawiany postaci Korfantego w sposób dyskredytujący jego osiągnięcia na stanowisku wojewody śląskiego.
Innymi powodami, dla których osoba Grażyńskiego budziła kontrowersje, było marginalizowanie Statutu Organicznego, brak w jego otoczeniu Ślązaków, obsadzenie urzędów głównie przez sanacyjnych działaczy spoza Śląska oraz jego polityka walki z mniejszością niemiecką, często z naruszeniem prawa: wypieranie Niemców z zarządów i rad nadzorczych śląskich zakładów przemysłowych, ręczna polonizacja władz samorządowych, ograniczenia niemieckiego szkolnictwa.

## Publikacje
- Obieg monet polskich w krajach austriackich w XVII w., 1910
- Walka o Śląsk, 1931
- W walce o ideały harcerskie. Gawędy, przemówienia, artykuły, Warszawa 1939
- Ustrój Rzeszy Niemieckiej na tle doktryny narodowosocjalistycznej, 1941

## Ordery i odznaczenia

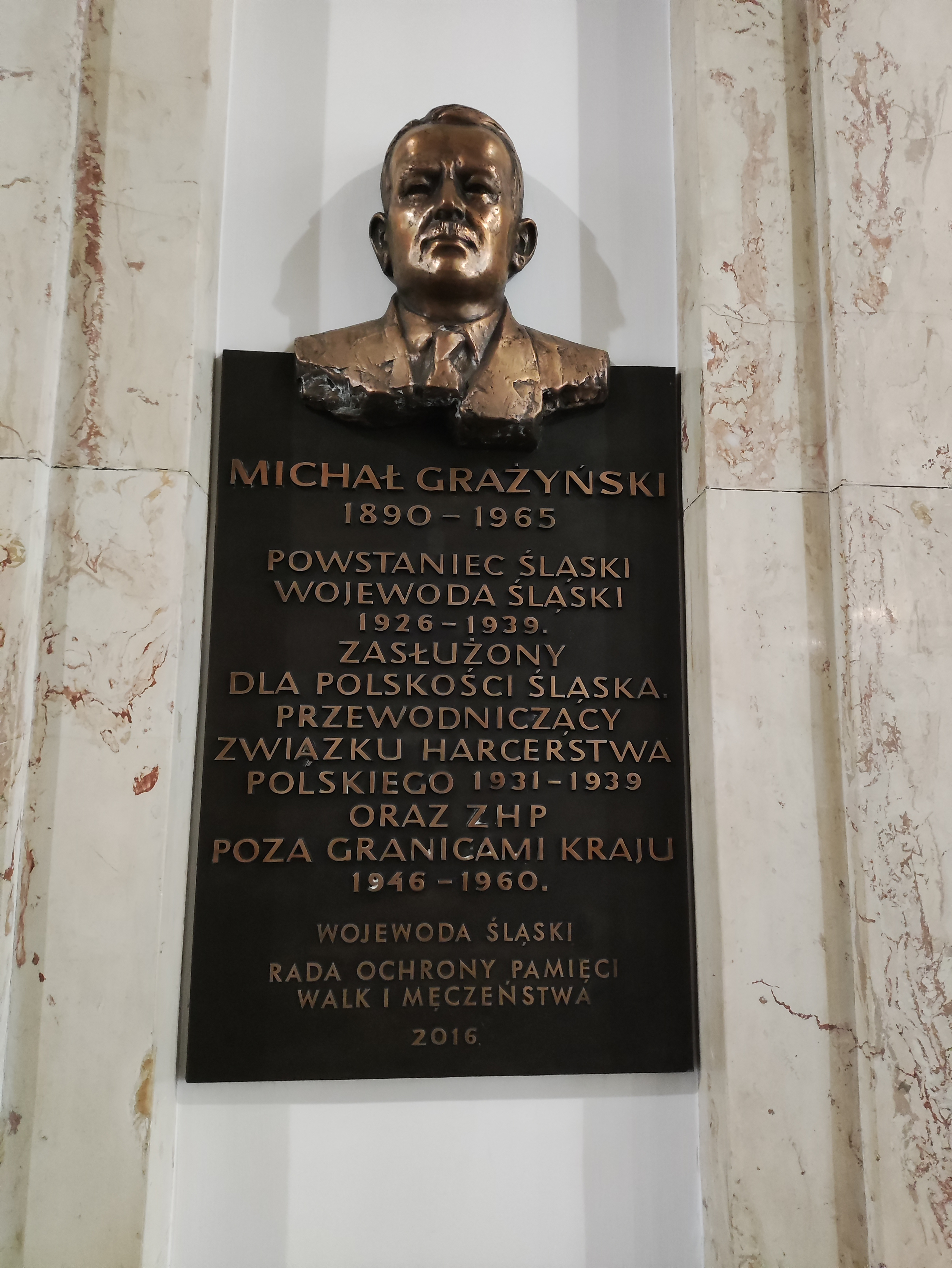
Tablica pamiątkowa w gmachu Sejmu Śląskiego w Katowicach

- Krzyż Srebrny Orderu Wojskowego Virtuti Militari[18] nr 7885 (27 czerwca 1922)[19]
- Krzyż Komandorski z Gwiazdą Orderu Odrodzenia Polski (11 listopada 1936)[20][18]
- Krzyż Komandorski Orderu Odrodzenia Polski (10 listopada 1927)[21][18]
- Krzyż Niepodległości z Mieczami (6 czerwca 1931)[22]
- Krzyż Walecznych[18][23]
- Złoty Krzyż Zasługi (13 maja 1933)[24]
- Złoty Wawrzyn Akademicki (7 listopada 1936)[25]
- Krzyż na Śląskiej Wstędze Waleczności i Zasługi I klasy
- Krzyż Obrony Lwowa (1931)[26]
- Złota Odznaka Honorowa Ligi Obrony Powietrznej i Przeciwgazowej I stopnia (dwukrotnie, po raz drugi w 1936)[27][28]
- Odznaka ZHP „Wdzięczności”[29]
- Odznaka Pamiątkowa Dawnych Harcerzy Małopolskich (1937)[30]
- Komandor Krzyża Wielkiego Orderu Trzech Gwiazd (Łotwa, 1935)[31]
- Wielki Oficer Orderu Korony Jugosłowiańskiej (Jugosławia)[18]
- Krzyż Komandorski Orderu Korony Włoch (Włochy)[18]
- Odznaka „Srebrny Wilk” (1936, przyznana przez gen. Roberta Baden-Powella jako jedynemu Polakowi)[32]
- Nagroda „Srebrny Wilk” (1938, przyznana przez brytyjski The Scout Association)[33]

## Upamiętnienie
Od jego nazwiska przyjął nazwę ufundowany przez niego jacht pełnomorski dla polskich harcerek – „Grażyna”. Obecnie nazwisko Grażyńskiego upamiętnia utworzony przez Główną Kwaterę ZHP Fundusz Małych Grantów im. Michała Grażyńskiego Związku Harcerstwa Polskiego.
Jego nazwisko nosi ulica w Ustroniu (w latach 1939–1945 nosząca nazwę Max-Rieger-Strasse, a po 1945 Świerczewskiego), a także ulice w Katowicach, Bielsku-Białej, Gliwicach, Rybniku, Zabrzu, Jastrzębiu-Zdroju, Mikołowie i Jankowicach.